# Kingdom Rush
Kingdom Rush es un videojuego de defensa de torres desarrollado por Ironhide Game Studio y publicado por Armor Games. Fue lanzado el 28 de julio de 2011 como videojuego de navegador, seguido de versiones para iOS en diciembre de 2011, Android el 13 de mayo de 2013 y Windows y macOS el 6 de enero de 2014. En el entorno de fantasía medieval del juego, los jugadores toman el control de un general que sirve bajo el mando del rey Denas de Linirea, quien debe defender la tierra de un ataque de monstruos malvados. Cada nivel se compone de una serie de caminos preestablecidos, alrededor de los cuales el jugador puede colocar torres defensivas para luchar contra los monstruos que se acercan. Matar enemigos le da al jugador oro, que puede usar para comprar nuevas torres o mejorar las existentes para mejorar sus capacidades.
Kingdom Rush fue desarrollado en un lapso de seis meses por el desarrollador Ironhide Game Studio, con sede en Uruguay. El estudio fue fundado en 2010 por Álvaro Azofra, Pablo Realini y Gonzalo Sande, quienes concibieron Kingdom Rush como su primer gran proyecto después de trabajar en varios juegos flash menores. Después de ver el éxito de los juegos de defensa de torres, los tres decidieron replicar la estrategia básica del género, combinándola con elementos de otros juegos que jugaron en su juventud.
Kingdom Rush se lanzó por primera vez el 28 de julio de 2011 como un juego de navegador gratuito. Las versiones para dispositivos iOS se lanzaron en diciembre de 2011, seguidas de las adaptaciones a Android el 17 de mayo de 2013 y a Windows y macOS el 6 de enero de 2014. Se publicó un lanzamiento posterior para Nintendo Switch el 30 de julio de 2020 y las versiones para Xbox One y Xbox Series X/S se lanzaron el 24 de enero de 2023. El juego fue un éxito financiero y recibió críticas generalmente favorables de los críticos, quienes elogiaron los gráficos y las mejoras de la torre, y muchos lo consideraron un juego de defensa de torres destacado. Después del lanzamiento, Ironhide Game Studio apoyó a Kingdom Rush con una serie de actualizaciones y expansiones de contenido gratuitas. El éxito del juego incitó planes para hacer crecer la industria de los videojuegos en Uruguay y animó a Ironhide Game Studio a producir medios relacionados.

## Modo de juego
Kingdom Rush es un videojuego de defensa de torres ambientado en un entorno de fantasía medieval. Los niveles se componen de una serie de caminos preestablecidos por los que marchan los enemigos, y el jugador debe derrotarlos antes de que lleguen al final del camino y agoten vidas para provocar el fin del juego. Para evitar que los enemigos lleguen al final, el jugador debe comprar torres defensivas en puntos establecidos alrededor del camino para atacar a los monstruos entrantes.
El jugador puede elegir entre cuatro tipos de torres para colocar: arqueros, magos, artillería y cuarteles. Cada tipo de torre tiene sus propias fortalezas distintas, como que la artillería es más efectiva contra monstruos agrupados, los arqueros son mejores para atacar amenazas voladoras y los cuarteles entrenan a soldados que atacan cuerpo a cuerpo y ralentizan a los enemigos. Matar monstruos le da al jugador oro, que puede usar para comprar más torres o mejorar las existentes. Cada tipo de torre se puede mejorar tres veces antes de que el jugador deba elegir entre dos actualizaciones finales con sus propias habilidades distintas. Por ejemplo, la mejora final para una torre de magos podría ser un «Mago Arcano» que dispara rayos y teletransporta a los monstruos por el camino, o un «Hechicero» que invoca un elemental de tierra defensivo y debilita la armadura enemiga.
Además de las torres, el jugador puede luchar contra los monstruos con dos habilidades que se pueden desplegar en cualquier parte del nivel y tomarse un tiempo para recargarlas antes de poder reutilizarlas: un poderoso hechizo de meteorito que causa daño en un área y una habilidad de refuerzo que convoca soldados para bloquear y distraer a los enemigos. Además, el jugador también tiene el control de una sola unidad de héroe, que es más poderosa que los soldados típicos, se puede mover libremente por el nivel y presenta sus propias habilidades distintivas. Completar niveles en Kingdom Rush permite al jugador desbloquear nuevas opciones de héroe y ganar una moneda llamada «estrellas», que se puede gastar a cambio de mejoras permanentes para torres y defensas. Se pueden obtener estrellas adicionales a través de desafíos especiales en niveles ya completados, que presentan ubicaciones de enemigos más difíciles y menos recursos.

### Argumento
El jugador asume el papel de un general al servicio del rey Denas de Linirea. Después de ser enviado a luchar contra los forajidos reportados en la ciudad de Southport, el general descubre que las bandas de forajidos son en realidad legiones de orcos al servicio del malvado mago Vez'nan. Al enterarse de que Vez'nan ha invadido Linirea, el general regresa a la ciudad capital y la defiende del ejército enemigo, avanzando hacia las montañas cercanas con el objetivo de derrotar al mago. Al llegar al Templo de Stormcloud, los hechiceros residentes usan un hechizo para teletransportar al ejército del rey al páramo cerca de la torre de Vez'nan. El general lucha a través del páramo y llega a la torre, derrota a Vez'nan y regresa a casa para celebrar. En una escena posterior a los créditos, una figura encapuchada descubre y reclama el bastón de mago desechado de Vez'nan.

## Desarrollo
Kingdom Rush fue desarrollado en un lapso de seis meses por el desarrollador Ironhide Game Studio, con sede en Uruguay. El estudio fue fundado en 2010 por Álvaro Azofra, Pablo Realini y Gonzalo Sande, quienes concibieron Kingdom Rush como su primer gran proyecto después de trabajar en varios juegos Flash menores. Después de ver el éxito de los juegos de defensa de torres, los tres decidieron replicar la estrategia básica del género, combinándola con elementos de otros juegos que jugaron en su juventud. El tema medieval se inspiró en referencias de caballeros y magos en los medios populares, además de las experiencias del equipo como jugadores de Dungeons & Dragons.
La programación estuvo a cargo de Realini, mientras que el diseño artístico estuvo a cargo de Sande, quien se centró en crear un estilo de dibujos animados que presentara una cantidad significativa de detalles. El equipo no recibió comentarios durante el proceso de desarrollo y se había quedado sin dinero y ahorros en el momento del lanzamiento. La versión flash inicial del juego recibió una de las calificaciones más favorables en Kongregate y fue un éxito financiero, con el estudio negociando un acuerdo con su comercializador y editor Armor Games para puertos a dispositivos móviles. Realini se encargó de codificar y programar el port para iOS, que se terminó después de cuatro meses, alcanzando los primeros puestos de la App Store y atrayendo más de 100 millones de descargas.

## Lanzamiento
Kingdom Rush se lanzó por primera vez el 28 de julio de 2011 como un juego de navegador gratuito y se convirtió en uno de los juegos más populares en el portal de juegos Kongregate a los pocos días de su lanzamiento. Las versiones para dispositivos iOS se lanzaron en diciembre de 2011, seguidas de las adaptaciones a Android el 17 de mayo de 2013 y a Windows y macOS el 6 de enero de 2014. Se publicó un lanzamiento posterior para Nintendo Switch el 30 de julio de 2020, seguido de versiones para Xbox One y Xbox Series X/S el 24 de enero de 2023.
Después del lanzamiento, Ironhide Game Studio apoyó a Kingdom Rush con una serie de actualizaciones y expansiones de contenido gratuitas. El 21 de marzo de 2013 se lanzó una actualización llamada «Tormenta de Invierno», que agrega un modo de dificultad más difícil, nuevas opciones de héroe y dos niveles centrados en el jugador que lucha contra el señor de la guerra trol Ulguk-Kai. El 3 de octubre de 2013 se introdujo un nuevo conjunto de niveles llamado colectivamente la campaña «Tormento Ardiente», agregando dos héroes adicionales, cinco nuevos tipos de enemigos y una pelea de jefe contra Moloch el Archidiablo. El 19 de diciembre de 2013 se lanzó un nivel gratuito llamado Fungal Forest, junto con un nuevo héroe y una pelea contra un jefe. El 21 de enero de 2015 se agregó para iOS una expansión compuesta por cuatro niveles y con ocho nuevos enemigos, con la campaña centrada en una batalla contra el malvado Lord Blackburn y su ejército de no-muertos.

## Recepción
Según el sitio web agregador de reseñas Metacritic, Kingdom Rush recibió «críticas generalmente favorables» para su versión de iOS.
Los críticos consideraron que Kingdom Rush era un juego de defensa de torres destacado, y los críticos lo calificaron de memorable, y «un clásico instantáneo». IGN y Paste aplaudieron los gráficos, creyendo que creaban un ambiente alegre que complementaba la jugabilidad. Pocket Gamer escribió que los efectos visuales y de sonido creaban una «sensación de diversión» que evitaba que el juego se volviera tedioso o repetitivo. Eurogamer apreció aún más el arte y escribió que actuó como un elemento distintivo del juego que complementaba sus sistemas de actualización.
Aunque los críticos encontraron que la estructura del juego seguía las convenciones familiares del género de defensa de torres, destacaron la personalización que ofrecen las diferentes actualizaciones. A TouchArcade le gustaron las opciones estratégicas disponibles para el jugador, calificando la presentación de las actualizaciones como modesta, con su personalización amplia en variedad. El crítico consideró que todas las actualizaciones tienen valor y señaló que el juego no obligaba abiertamente a los jugadores a elegir una específica. De manera similar, IGN descubrió que las actualizaciones finales demostraron un nivel de utilidad más allá de las opciones de cuatro torres base y dieron a los jugadores prudentes una clara ventaja.
La dificultad de Kingdom Rush estuvo sujeta a comentarios de los críticos, quienes consideraron el juego desafiante. TouchArcade encontró que el juego era satisfactorio independientemente del modo de dificultad elegido y dijo que ninguno de los desafíos era frustrante. IGN estuvo de acuerdo con esta evaluación y escribió que ninguno de los niveles se sentía injusto, sino que estaban bien equilibrados y ejecutados. Algunos críticos dijeron que la difícil dificultad del juego se vio compensada por el tono relajado y la presentación del juego, Pocket Gamer compartió este punto de vista y calificó el juego como «una rara combinación de frustración y frivolidad» que, no obstante, siguió siendo divertida. El crítico concluyó diciendo que la combinación del juego de mecánicas desafiantes con un tono alegre lo ayudó a destacarse del resto del género de defensa de torres.

## Legado
El éxito de Kingdom Rush impulsó planes para ayudar a hacer crecer la industria de los juegos de Uruguay, que tenía un pequeño número de desarrolladores y carecía de una asociación formal de desarrolladores al momento de su lanzamiento. Ironhide Game Studio luego agregaría compras dentro de la aplicación al juego para ayudar a monetizar el éxito del juego. El equipo comenzó el desarrollo de una secuela llamada Kingdom Rush: Frontiers, que decidieron autoeditar. Se planeó que Frontiers ampliara la narrativa presentada en el juego original al tiempo que presentaba nuevas mejoras para las torres y árboles de habilidades para los héroes. La franquicia recibió aún más apoyo cuando los desarrolladores lanzaron cómics que se basaban en la historia. Kingdom Rush: Frontiers se lanzó por primera vez el 6 de junio de 2013 para iOS recibió «críticas generalmente favorables» según Metacritic.
El 20 de noviembre de 2014 se lanzó una precuela del juego original llamado Kingdom Rush: Origins para iOS y Android, que presenta una historia que involucra a una nación de elfos que libran la guerra contra sus antiguos enemigos. Una entrada adicional de la franquicia llamada Kingdom Rush: Vengeance se lanzó para iOS y Android el 22 de noviembre de 2018. En la historia de Vengeance, el jugador controla al mago oscuro Vez'nan y su ejército, ayudándolos a luchar contra elfos, enanos y los personajes jugables de los tres juegos anteriores. Los cambios importantes en la mecánica del juego en Vengeance incluyen la eliminación de las dos opciones de actualización finales y la adición de dieciséis tipos de torres diferentes, de las cuales el jugador puede elegir usar hasta cinco durante el juego. Ironhide Game Studio lanzó un juego derivado titulado Legends of Kingdom Rush el 11 de junio de 2021 para iOS a través de Apple Arcade. A diferencia de las otras entradas de la serie que son juegos de defensa de torres, Legends es un videojuego de estrategia por turnos.